# Рембовські
Рембовські (пол. Jelita Pruskie, Oszczepy Rembowskich, Rembowski Ia) – шляхетський герб, за словами Альфреда Знамієровського різновид герба Болти. Герб використовувався в Королівстві Пруссія, і, можливо, на Кашубії.

## Опис герба
Опис з використанням принципів блазонування, запропонованих Альфредом Знамієровським:
У червоному (або блакитному) полі спис (або рогатина) срібна, на ній дві срібні стріли в косий хрест.
Клейнод: два (або одне) чорні (золоті або червоні) орлині крила одне на іншому в право.

## Найбільш ранні згадки
Герб згадується Дахновським (Гербовник знаті Королівства Пруссії), Каспером Насецьким, Юліушем Каролем Островським (Книга гербовна родів польських) і Теодором Чржанським (Таблиці відмін гербових).

## Сім'я Рембовських і Грабовських
Сім'я родом з Ребова в Королівській Пруссії. Від них походить кашубська сім'я Грабовських.

## Роди
Рембовські і Грабовські від них. Гробовські іноді мали прізвисько Кімлад, Пупек та Ярк. Герб Гробовських може бути віднесений до Кемлада або Грабовського IV. У Кашубії не дивно, що одна і та ж сім'я мала різні герби.
Існували Грабовські, що використовували ряд інших гербів. Повний список гербів Грабовських пропонується у статті Грабовські IV.

## Зовнішні посилання
- Біографія Родини Rembowski